# Повстання Дубенського гарнізону (1917)
Повста́ння Ду́бенського гарнізо́ну — збройний виступ солдатів у Дубно, що відбувся 3—4 жовтня (20—21 вересня) 1917 року. Безпосереднім поштовхом до повстання послужив судовий процес над учасниками братання. Під слідством перебувало 11 офіцерів і близько 500 солдатів. 3 жовтня (20 вересня) ув'язнені, обурені несправедливим вироком суду, разом із тюремною вартою розгромили корпусний суд та розігнали судових чиновників. До повсталих приєдналися 3-й залізничний батальйон, 404-й Камишинський полк, а потім і весь гарнізон (близько 5 тис. осіб). Дубно опинилося в руках повсталих. За наказом штабу Особливої армії російських військ до міста було стягнуто значні військ. сили; з усіх боків воно було оточене кавалерією й піхотою. 4 жовтня (21 вересня) гарнізон здався, багато повстанців було заарештовано.